# ملعب أول نوفمبر 1954 (باتنة)
ملعب أول نوفمبر 1954 (بالفرنسية: Stade 1er Novembre 1954 )‏ هو ملعب كرة قدم، وألعاب قوى مُتعدد الاستخدمات يقع في باتنة بالجزائر، ويتسع إلى 20000 شخص.

## وصلات خارجية
- (بالعربية) الموقع الرسمي للاتحادية الجزائرية لكرة القدم